# GC녹십자MS
주식회사 GC녹십자MS는 대한민국의 체외진단 및 의료기기 기업으로, GC녹십자의 자회사이다.

### 내용주
1. ↑   주관사를 한국투자증권으로 공모가 6,000원에 상장
2. ↑  개인 일신상의 사유로 인한 사임